# العلاقات الأمريكية النيبالية
العلاقات الأمريكية النيبالية هي العلاقات الثنائية التي تجمع بين الولايات المتحدة ونيبال.

## مقارنة بين البلدين
هذه مقارنة عامة ومرجعية للدولتين:
| وجه المقارنة                                              | الولايات المتحدة                                                                                                  | نيبال                               |
| --------------------------------------------------------- | --- | ----------------------------------- |
| المساحة (كم2)                                             | 9.83 مليون | 147.18 ألف                          |
| عدد السكان (نسمة)                                         | 311.58 مليون | 29.40 مليون                         |
| الكثافة السكانية (ن./كم²)                                 | 31.7 | 199.76                              |
| العاصمة                                                   | واشنطن العاصمة | كاتماندو                            |
| اللغة الرسمية                                             | لغة إنجليزية | اللغة النيبالية                     |
| العملة                                                    | دولار أمريكي | روبية نيبالية                       |
| الناتج المحلي الإجمالي (بليون دولار)                      | 19.39 تريليون | 24.47 مليار                         |
| الناتج المحلي الإجمالي (تعادل القوة الشرائية) بليون دولار | 18.04 تريليون | 70.20 مليار                         |
| الناتج المحلي الإجمالي الاسمي للفرد دولار أمريكي          | 56.12 ألف | 743                                 |
| الناتج المحلي الإجمالي للفرد دولار أمريكي                 | 54.63 ألف | 2.37 ألف                            |
| مؤشر التنمية البشرية                                      | 0.920 | 0.548                               |
| رمز المكالمات الدولي                                      | +1 | +977                                |
| رمز الإنترنت                                              | .us، حكومة، .mil، Edu.                                                                                            | .np                                 |
| المنطقة الزمنية                                           | توقيت ساموا الأمريكية، توقيت أطلنطي موحد، منطقة زمنية وسطى، توقيت ألاسكا ‏، المنطقة الزمنية الجبلية، توقيت تشامرو ‏ | ت ع م+05:45، التوقيت الموحد لنيبال ‏ |

## مدن متوأمة
في ما يلي قائمة باتفاقيات التوأمة بين مدن أمريكية ونيبالية:
- ترتبط يوجين مع كاتماندو باتفاقية توأمة منذ 10 يناير 1961.

## منظمات دولية مشتركة
يشترك البلدان في عضوية مجموعة من المنظمات الدولية، منها:
| علم المنظمة | اسم المنظمة                               | تاريخ انضمام الولايات المتحدة | تاريخ انضمام نيبال |
| ----------- | ----------------------------------------- | ----------------------------- | ------------------ |
|             | وكالة ضمان الاستثمار متعدد الأطراف        | 12 أبريل 1988                 | 9 فبراير 1994      |
|             | يونسكو                                    | 4 نوفمبر 1946                 | 1 مايو 1953        |
|             | الأمم المتحدة                             | 24 أكتوبر 1945                | 14 ديسمبر 1955     |
|             | بنك التنمية الآسيوي                       | 1966                          | 1966               |
|             | المركز الدولي لتسوية المنازعات الاستشارية | 14 أكتوبر 1966                | 6 فبراير 1969      |
|             | البنك الدولي للإنشاء والتعمير             | 27 ديسمبر 1945                | 6 سبتمبر 1961      |
|             | مؤسسة التمويل الدولية                     | 20 يوليو 1956                 | 7 يناير 1966       |
|             | منظمة الشرطة الجنائية الدولية             | ?                             | ?                  |
|             | مؤسسة التنمية الدولية                     | 24 سبتمبر 1960                | 6 مارس 1963        |
|             | الاتحاد البريدي العالمي                   | ?                             | ?                  |
|             | منظمة حظر الأسلحة الكيميائية              | ?                             | ?                  |
|             | الفريق المعني برصد الأرض                  | ?                             | ?                  |
|             | منظمة التجارة العالمية                    | ?                             | ?                  |

## وصلات خارجية
- موقع وزارة الخارجية الأمريكية
- موقع وزارة الخارجية النيبالية